# Ophioplocus tessellatus
Ophioplocus tessellatus är en ormstjärneart som beskrevs av George Richard Lyman 1862. Ophioplocus tessellatus ingår i släktet Ophioplocus och familjen Ophiolepididae. Inga underarter finns listade i Catalogue of Life.